# Версальес (Колумбия)
Версальес (исп. Versalles) — город и муниципалитет на западе Колумбии, на территории департамента Валье-дель-Каука. Входит в состав Северного субрегиона.

## История
Поселение, из которого позднее вырос город, было основано в 1894 году. Муниципалитет Версальес был выделен в отдельную административную единицу в 1909 году.

## Географическое положение

Муниципалитет Версальес

Город расположен в северной части департамента, в гористой местности Западной Кордильеры, на расстоянии приблизительно 123 километров к северо-северо-востоку (NNE) от города Кали, административного центра департамента. Абсолютная высота — 1840 метров над уровнем моря.
Муниципалитет Версальес граничит на севере с территорией муниципалитета Эль-Кайро, на северо-востоке — с муниципалитетом Архелия, на востоке — с муниципалитетом Торо, на юго-востоке — с муниципалитетом Ла-Уньон, на юге — с муниципалитетами Эль-Довио и Боливар, на западе — с территорией департамента Чоко. Площадь муниципалитета составляет 352 км².

## Население
По данным Национального административного департамента статистики Колумбии, совокупная численность населения города и муниципалитета в 2015 году составляла 7214 человек.
Динамика численности населения муниципалитета по годам:
| 2005 | 2006 | 2007 | 2008 | 2009 | 2010 | 2011 | 2012 | 2013 | 2014 | 2015 |
| ---- | ---- | ---- | ---- | ---- | ---- | ---- | ---- | ---- | ---- | ---- |
| 8270 | 8158 | 8049 | 7937 | 7830 | 7725 | 7618 | 7510 | 7410 | 7309 | 7214 |

Согласно данным переписи 2005 года мужчины составляли 51,5 % от населения Версальеса, женщины — соответственно 48,5 %. В расовом отношении белые и метисы составляли 99 % от населения города; негры, мулаты и райсальцы — 0,6 %, индейцы — 0,4 %.
Уровень грамотности среди всего населения составлял 87,7 %.

## Экономика
Основу экономики Версальеса составляют сельское хозяйство и текстильное производство.
45,4 % от общего числа городских и муниципальных предприятий составляют предприятия торговой сферы, 33,6 % — предприятия сферы обслуживания, 20,1 % — промышленные предприятия, 0,9 % — предприятия иных отраслей экономики.